# Len Goodman
Len Goodman, właśc. Leonard Gordon Goodman (ur. 25 kwietnia 1944 w Bromley, zm. 22 kwietnia 2023 w Royal Tunbridge Wells) – brytyjski tancerz, zawodowy sędzia turniejów tanecznych i nauczyciel tańca. Zyskał rozpoznawalność dzięki jurorowaniu w programach telewizyjnych Strictly Come Dancing i Dancing with the Stars.

## Młodość
Urodził się w Bromley. Jest synem elektryka Leonarda Gordona Goodmana I i Louisy Adelaide (z domu Eldridge). Jeden z jego prapradziadków ze strony matki jest imigrantem z Polski.
W wieku sześciu lat przeniósł się z rodziną do Blackfen, gdzie uczęszczał do Westwood Secondary Modern School. Udzielał się w szkolnej drużynie grającej w krykieta.

## Kariera
W wieku 19 lat zaczął trenować taniec towarzyski, uczestniczył w wielu turniejach tanecznych, a część z nich wygrał. Karierę zawodową zakończył w wielu dwudziestu kilku lat udziałem w Mistrzostwa Wielkiej Brytanii organizowanych w Blackpool. Za zasługi taneczne otrzymał Nagrodę im. Carla Alana.
W latach 2004–2016 był jednym z jurorów w programie Strictly Come Dancing w Wielkiej Brytanii. W lipcu 2016 ogłosił odejście z programu po 12 latach współpracy. Od 2005 jest również jurorem w programie Dancing with the Stars w Stanach Zjednoczonych.
W 2013 prowadził program BBC Four Len Goodman’s Dance Band Days. Był również gospodarzem programu BBC One Len Goodman’s Perfect Christmas on Boxing Day i współprowadzącym Dancing Cheek to Cheek dla BBC Four. W 2015 prowadził trzyczęściowy program dokumentalny BBC One, który został zrealizowany z okazji 100. rocznicy rejsu statku Titanic.
Był jednym z bohaterów dwuczęściowego filmu dokumentalnego Secrets from the Clink (2014).